# Sergio Matto
Sergio Armando Matto Suárez (Las Piedras, Canelones, 13 de outubro de 1930) é um ex-basquetebolista uruguaio que integrou a Seleção Uruguaia que conquistou a Medalha de Bronze nos Jogos Olímpicos de Verão de 1952 em Helsínquia e em 1956 em Melbourne, e nos Jogos de 1960 em Roma quando ficaram na oitava colocação.